# Chet (Altes Ägypten)
Chet (auch Schennoch) war die altägyptische Bezeichnung für Maßeinheiten. Einerseits fungierte das Chet als Volumenmaß für die Menge eines gefüllten Weinkruges, andererseits als Längenmaß, altägyptisch auch „chet-en-nuh“, für 100 ägyptische „Holzellen“ (altägyptisch auch „meh“ für Königselle), die etwa 52,4 m ergaben.
Das Längenmaß Chet wurde als Messleine für größere Streckenabschnitte benutzt, beispielsweise beim Pyramidenbau oder bei der Erstellung der Königspaläste beziehungsweise Totentempel. Die altägyptische Formulierung des Abmessens lautete meistens: „Schnur spannen für...“
Chet war die königliche ägyptische Rute.
- 1 Chet ≈ 52 Meter
- 1 Chet/Rute (königliche) = 100 Ellen
  - 1 königliche Elle = 7 Handbreiten = 28 Finger ≈ 52,5 Zentimeter